# Antikmässan, Älvsjö

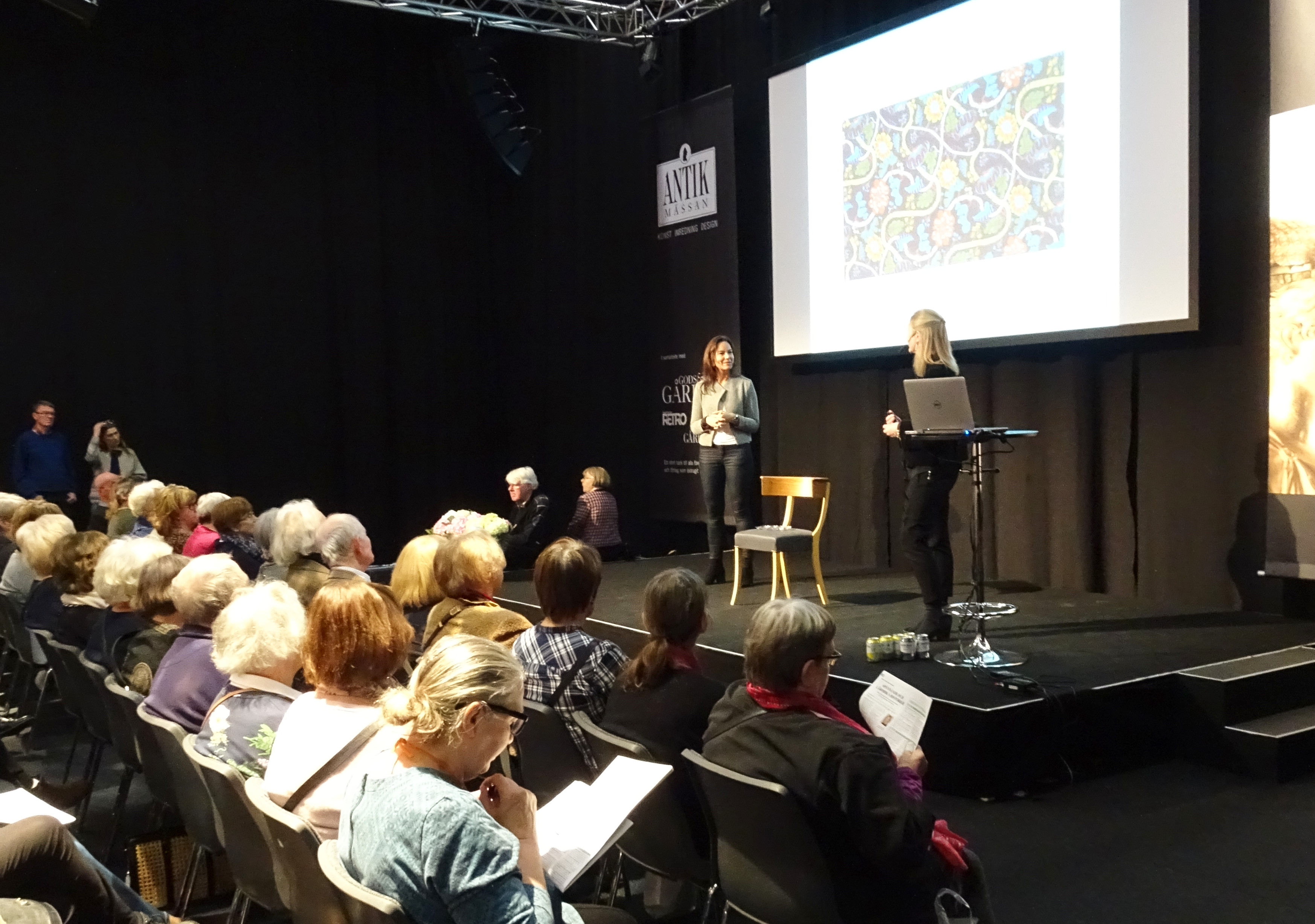
Antikmässan 2017, Li Pamp på scenen.

Antikmässan är en årlig återkommande fackmässa för bland annat antikviteter på Stockholmsmässan i Älvsjö. Mässan är öppet för allmänheten.

## Beskrivning
Antikmässan arrangerades första gången 1977 och brukar återkomma varje år under några dagar i februari. Utöver antikviteter utställs och saluförs bland annat allmoge, modern design, konst, samlarföremål, leksaker, tyger och kuriosa. På mässan visas även byggnadsvård och renovering av möbler. På olika scenprogram presenteras specialområden av antikexperter. 
Mässan betecknar sig idag själv som "Nordens största antikmässa". Den är populär och besöktes 2015 av 25 857 personer under fyra dagar. Då var glas och porslin intressantast med 48%, följd av antikviteter och allmoge med 26% och modern design med 23%. Majoriteten av besökarna är över 65 år, flest kvinnor. Antikmässans samarbetspartner är SKAF, Sveriges Konst- och Antikhandlareförening.

## Bilder

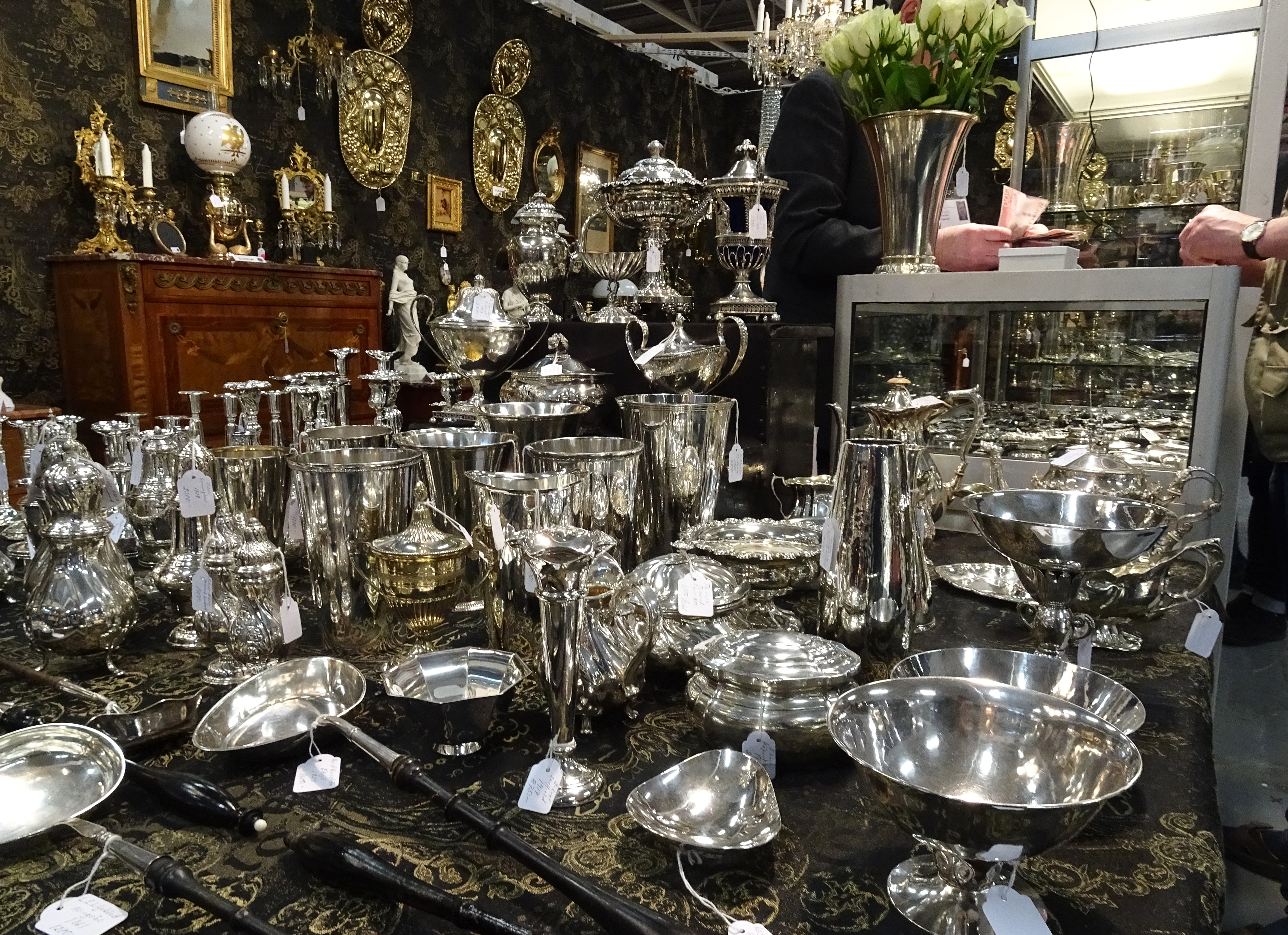
Silver
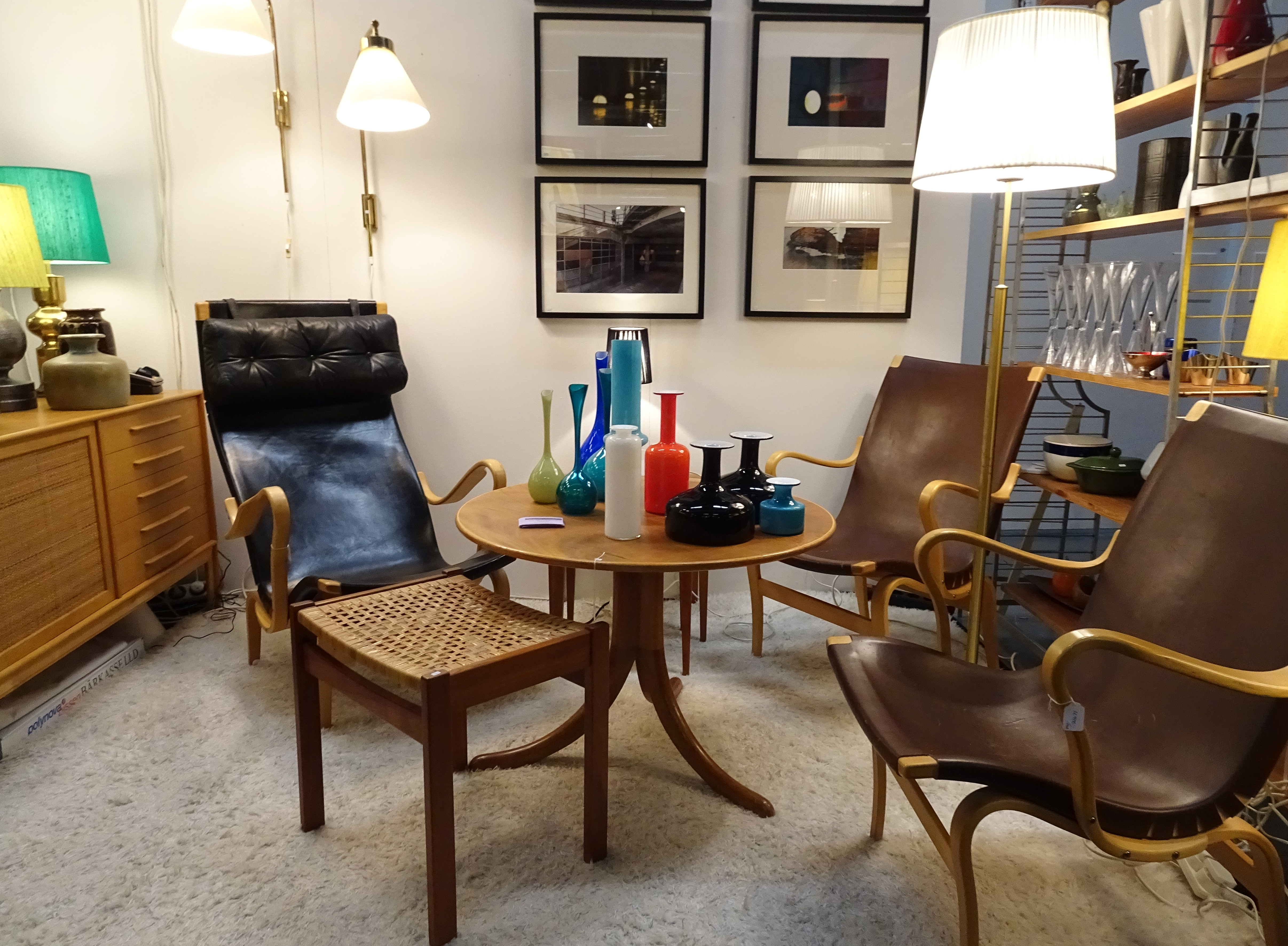
Modern design
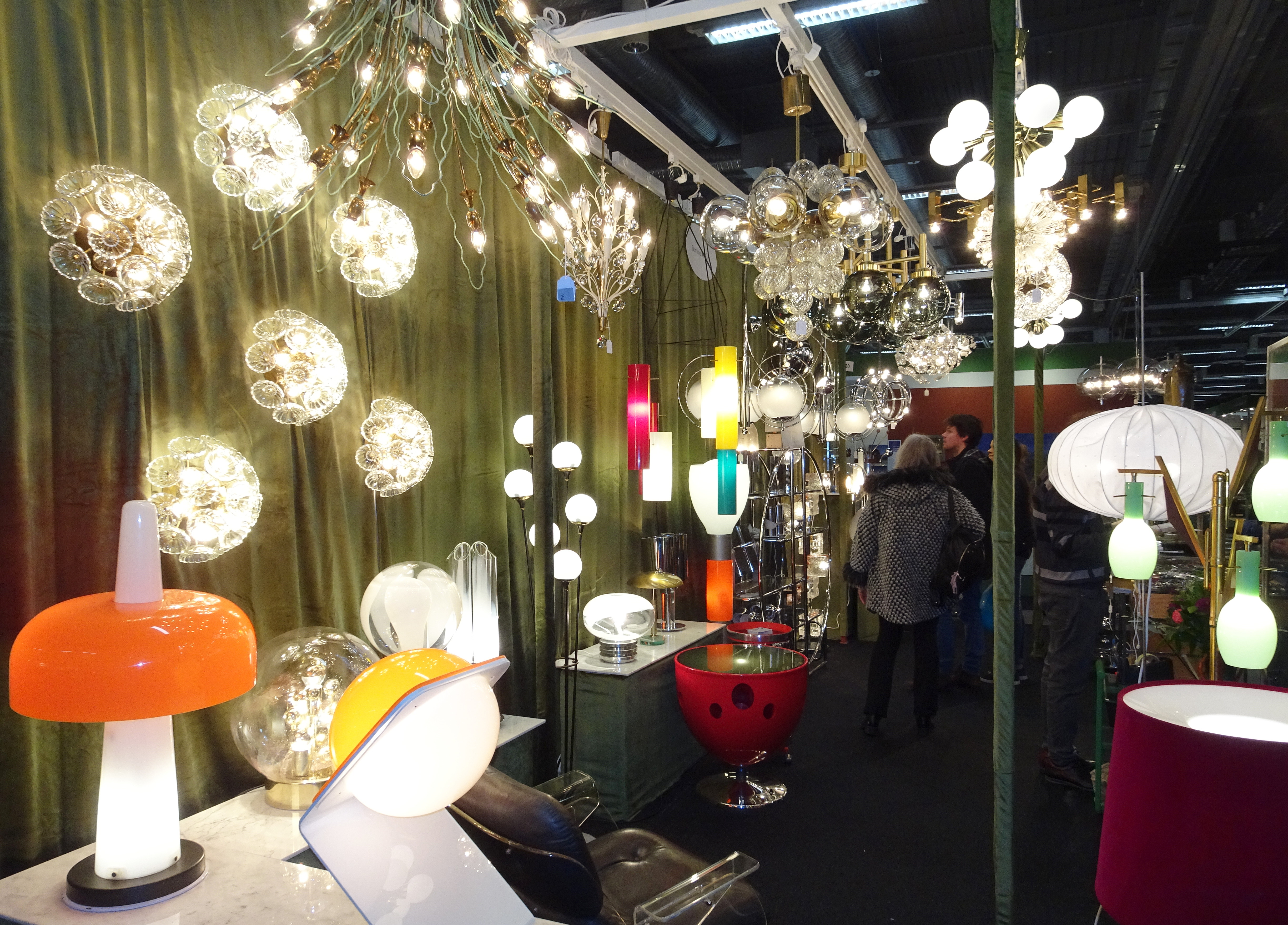
Belysning
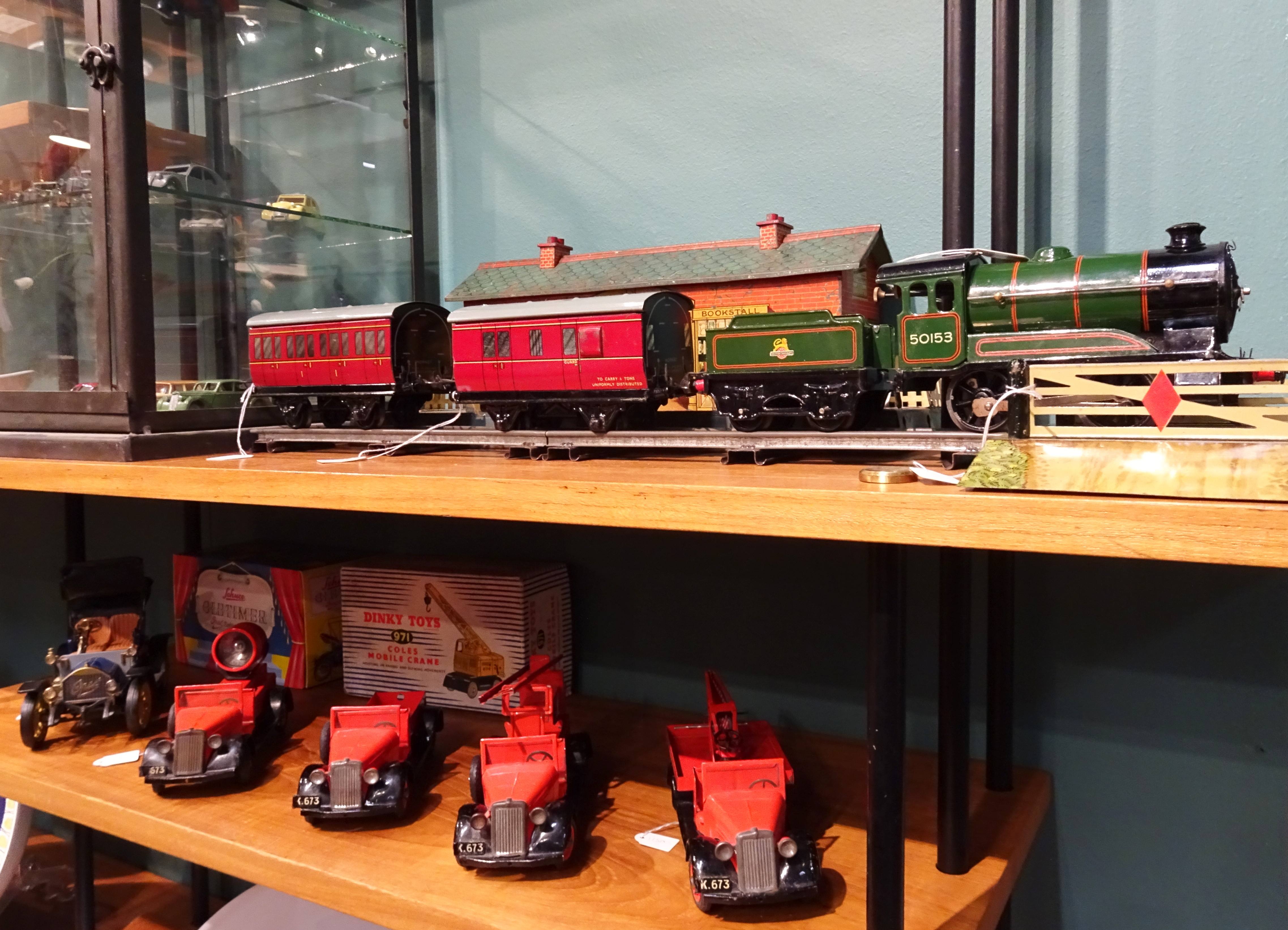
Leksaker
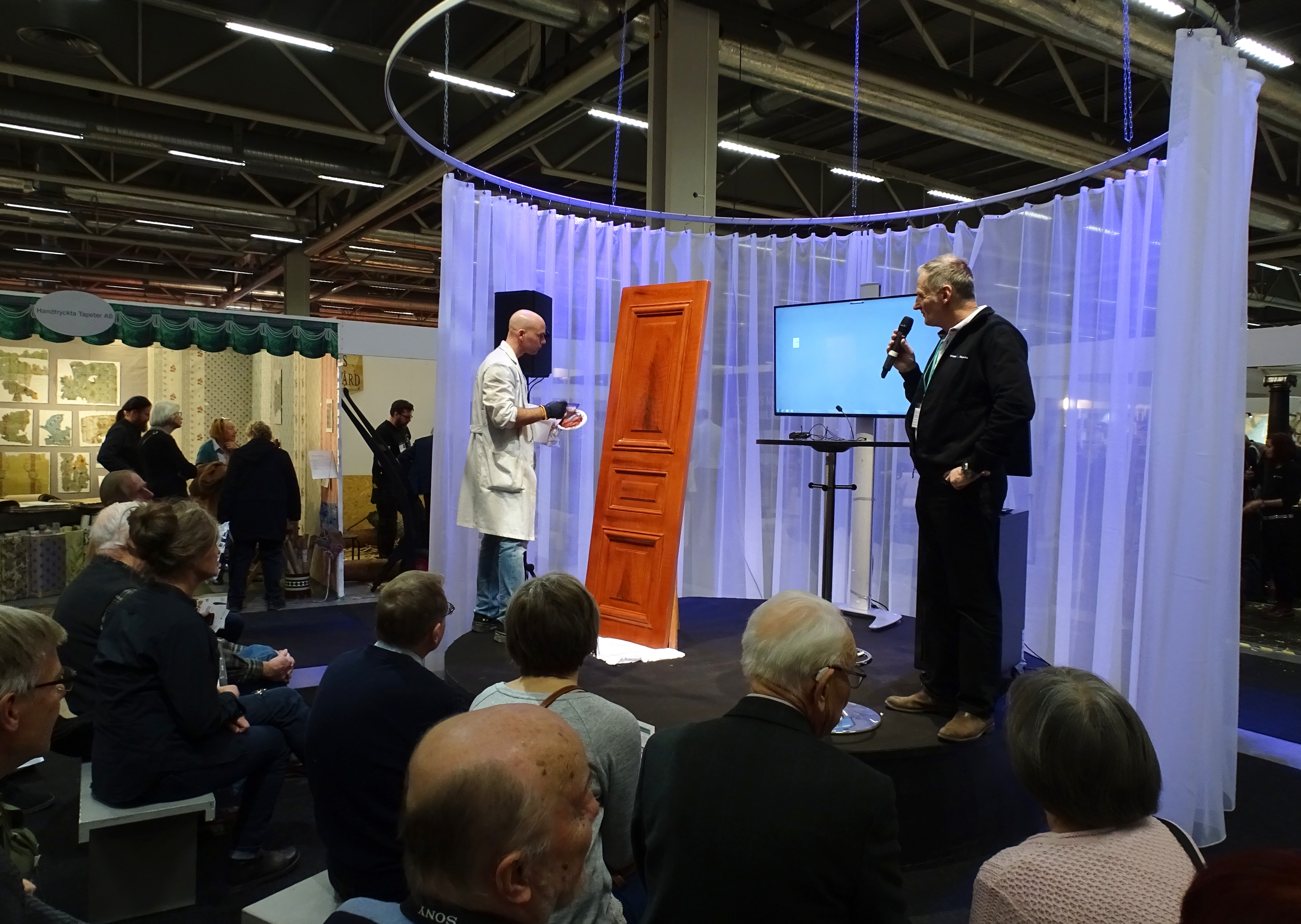
Ådringsmålning